# Rodnikowo (Kaliningrad)
Rodnikowo (russisch Родниково, deutsch Groß Wittgirren, 1928–1947 Mittenwalde, litauisch Vidgiriai) ist ein Ort in der russischen Oblast Kaliningrad. Er gehört zur kommunalen Selbstverwaltungseinheit Stadtkreis Tschernjachowsk im Rajon Tschernjachowsk.
Zu Rodnikowo gehören auch die Überbleibsel der ehemaligen Orte Wittgirren/Wittern, russisch zunächst Belomorskoje, und Groß Plattenischken/Rehfeld, russisch zunächst Borowoje.

## Geographische Lage
Rodnikowo liegt zwölf Kilometer südwestlich der Stadt Tschernjachowsk (Insterburg) am Ostufer der Auxinne (1938–1945: Goldfließ, heute russisch: Golubaja).  Nach Rodnikowo führt eine Stichstraße von der Kommunalstraße 27K-142 zwischen Penki (Skungirren/Scheunenort) und Ugrjumowo (Matheningken/Mattenau). Ugrjumowo-Nowoje war bis 2009 die nächste Bahnstation an der Bahnstrecke Tschernjachowsk–Schelesnodoroschny (Insterburg–Gerdauen), die seither im Personenverkehr nicht mehr betrieben wird.

## Geschichte
Das damalige Wittgirre fand im Jahre 1623 zum ersten Mal urkundliche Erwähnung. Im Jahre 1874 wurde die Landgemeinde in den neu errichteten Amtsbezirk Obehlischken (1939–1945 „Amtsbezirk Schulzenhof“, heute russisch: Selenzowo) eingegliedert, der zum Kreis Insterburg im Regierungsbezirk Gumbinnen der preußischen Provinz Ostpreußen gehörte. Im Jahre 1910 waren 111 Einwohner in Groß Wittgirren registriert. 
Am 30. September 1928 wurde der Nachbargutsbezirk Klein Wittgirren (1938–1945: Kleinwittgern) in die Landgemeinde Groß Wittgirren eingemeindet, die zum selben Zeitpunkt in „Mittenwalde“ umbenannt wurde. Im Jahre 1933 lebten hier 162 Menschen, 1939 waren es bereits 173.
Im Jahre 1945 kam das Dorf mit dem nördlichen Ostpreußen zur Sowjetunion. 1947 erhielt es die russische Bezeichnung Rodnikowo und wurde gleichzeitig dem Dorfsowjet Swobodnenski selski Sowet im Rajon Tschernjachowsk zugeordnet. Von 2008 bis 2015 gehörte Rodnikowo zur Landgemeinde Swobodnenskoje selskoje posselenije und seither zum Stadtkreis Tschernjachowsk.

## Kirche
Bis 1846 war das von einer überwiegend evangelischen Bevölkerung bewohnte Groß Wittgirren in das Kirchspiel der Kirche Didlacken eingepfarrt, danach kam es bis 1945 zur Kirche Obehlischken im Kirchenkreis Insterburg in der Kirchenprovinz Ostpreußen der Kirche der Altpreußischen Union. Heute liegt Rodnikowo im Einzugsbereich der in den 1990er Jahren neu entstandenen evangelisch-lutherischen Gemeinde in Tschernjachowsk (Insterburg), Pfarrgemeinde der Kirchenregion Tschernjachowsk in der Propstei Kaliningrad der Evangelisch-lutherischen Kirche Europäisches Russland.